# Les Églises-d'Argenteuil
Les Églises-d'Argenteuil é uma comuna francesa na região administrativa da Nova Aquitânia, no departamento de Charente-Maritime. Estende-se por uma área de 14,29 km². Em 2010 a comuna tinha 524 habitantes (densidade: 36,7 hab./km²).